# بوباکیلاندی
بوباکیلاندی (انگلیسی: Bobakilandy) یک منطقهٔ مسکونی در ماداگاسکار است که در دیانا واقع شده‌است.